# Petersvik
Petersvik är en stadsdel i stadsdelsområdet Skönsberg i nordöstra Sundsvall. Petersvik har utgjorts huvudsakligen av villabebyggelse från det sena 1800-talet och tidiga 1900-talet. Området har på senare år uppmärksammats på grund av kontroversen kring Sundsvalls kommuns planer på att anlägga en containerhamn och logistikpark (med en kombiterminal) där. Logistikparken invigdes 2024.

## Historik
Ursprungligen var området betesmarker för den strax norrut belägna byn Korsta i Sköns socken. Namnet Petersvik (Pettersvik) härrör från en lastageplats omnämnd första gången på 1850-talet.

### Sommarvillaepoken
Omkring år 1880 avstyckade disponent Carsten T. Jacobsen vid Tunadals AB tre tomter för att anlägga sommarvillor. Jacobsen bebodde själv den första av dessa villor, Solbacken. Villa Hållnäs anlades av provinsialläkaren Olof Söderbaum och Villa Östanbo av tobakshandlaren Gottfrid Östeman. Östanbo bytte på 1890-talet namn till Thurebo efter att flottningsdirektören Thure Reinhold Thuresson hade förvärvat fastigheten.
År 1887 tillkom Villa Granli, uppförd av Hampus Berencreutz, chef för de Dicksonska verken i Svartvik och Matfors. År 1892 uppfördes en villa längs Alnösundet mot norr, senare benämnd Viken, av ingenjör Christen Sörensen-Ringi på Tunadal. Dennes son, den kände bildhuggaren Harald Sörensen-Ringi, hade sin sommarateljé där. Vid samma tid uppfördes Villa Skogshyddan av sågverksägaren och riksdagsmannen Magnus Arhusiander och Villa Kaptensudden av kaptenen inom Väg- och vattenbyggnadskåren Johan Fredrik Cornell. Vid denna tid uppfördes även den så kallade Tornvillan, Villa Tomtebo och två sommarvillor ägda av familjen Wikström. Villa Grankulla uppfördes i nationalromantisk stil av byggmästaren C. A. Olsson, "Bygg-Olle", och hans hustru, konstnären Clara Olsson, år 1909. Där växte sonen, konstnären Carl Gunne, upp sommartid.

### Petersvik som friluftsområde
På 1920-talet utvecklades Petersvik till ett friluftsområde. Villa Skogshyddan övertogs av först KFUM och från 1932 av Betlehemskyrkan, som där hade sommarhem för barn och ungdomar samt kafé och pensionat. Villa Granli övertogs 1948 av KFUM, som där drev sommarhem för barn och ungdomar och sedermera campingplats. Villa Tomtebo förvandlades 1946 av Sköns köping till badplats med simskola och kafé. På 1920- och 30-talen påbörjades också utbyggnaden av stadsdelen med mindre sommarstugor och fritidsboende på avstyckade tomter. Senare tillkom även fler året-runt-boenden i stadsdelen.

### Industriell expansion
På 1970-talet inleddes rivningarna av äldre sommarvillor. Tomtebo och de Wikströmska villorna jämnades med marken. I slutet av 1980-talet uppstod planerna på en industriell expansion av SCA:s pappersbruk i Ortviken med följden att all bebyggelse i Petersvik skulle avvecklas. Utbyggnaden slopades dock på 1990-talet.
År 2008 presenterades nya planer på en industriell expansion, denna gång med Sundsvalls kommun och SCA som medaktörer i en logistikpark med containerhamn. En ny detaljplan fastställdes 2009 och en ny fördjupad detaljplan trädde i kraft 2013, som omvandlar stadsdelen till industriområde. Länsstyrelsen i Västernorrlands län avslog 2012 en ansökan om att förklara nio av fastigheterna i Petersvik som byggnadsminnen.
Planerna kritiserades av bland annat föreningen Petersviks vänner och nätverket Arkitekturupproret.
SCA rev i november 2013 Villa Skogshyddan, och Sundsvalls kommun har löst in och rivit en större del av fritidshusen i stadsdelen åren 2011–2014. Några av fastigheterna i Petersvik var föremål för tvångsinlösen i en process som inleddes 2013. I september 2017 var åtta hus till salu för bortflyttning. Villa Kaptensudden från 1892 har bevarats på sin ursprungliga plats av SCA, medan villorna Grankulla och Solbacken blev flyttade med pråm i oktober 2020 till Norrtälje respektive Sölvesborg.

## Sundsvalls logistikpark
Beslutet att bygga logistikparken togs 2020 med stor majoritet av Sundvalls kommunfullmäktige. Anläggningen invigdes i maj 2024. Anläggningen har kostat 759 miljoner kronor, men Sundsvalls kommun tvingades 2025 skriva ned värdet till 550 miljoner då godsvolymerna dittills inte motsvarat vad man räknat med.